# مارسيال أفالوس
مارسيال أفالوس (بالإسبانية: Marcial Ávalos)‏ مواليد 5 ديسمبر 1921 في باراغواي، هو لاعب كرة قدم باراغواياني. يلعب في مركز الهجوم. سبق له أن لعب في كأس العالم لكرة القدم مع منتخب بلاده.

## المسيرة الاحترافية

### أندية لعب لها
- سيرو بورتينيو

## روابط خارجية
- مارسيال أفالوس على موقع الاتحاد الدولي (مؤرشف)  (الإنجليزية)
- مارسيال أفالوس على موقع Soccerway.com (الإنجليزية)
- مارسيال أفالوس على موقع عالم كرة القدم.نت (الإنجليزية)